# Tremissis
De tremissis (ook wel aangeduid als triens) is een goudmunt van het Romeinse Rijk die in 313 n.Chr. onder Constantijn de Grote voor het eerst werd geslagen.
De waarde van deze munt was drie achtste deel van een solidus en vanaf 383 een derde deel. Het gewicht van een tremissis was 1,71 g en in de latere periode 1,51 g.
Aan het begin van de 5e eeuw n.Chr. werd de tremissis in grote hoeveelheden uitgegeven. Er werden tremissis uitgegeven tot de val van het West-Romeinse Rijk in 476 n.Chr. Deze munten bleven nog lang na het einde van het West-Romeinse rijk in omloop en munten met deze benaming werden nog eeuwen later in de Germaanse opvolgersstaten, zoals het Visigotische Rijk, het Longobardische Rijk en in de koninkrijken van de Angelsaksen geslagen.